# Mario Tronti
Mario Tronti (Roma, 21 luglio 1931 – Ferentillo, 7 agosto 2023) è stato un filosofo e politico italiano, considerato uno dei principali fondatori ed esponenti del marxismo operaista teorico degli anni sessanta.
Docente per trent'anni presso l'Università di Siena, visse a lungo a Roma.

## Biografia
Nato e cresciuto a Roma nel quartiere Ostiense, si laureò in Filosofia alla Sapienza discutendo una tesi con Ugo Spirito sul giovane Marx.
Militante del Partito Comunista Italiano durante gli anni cinquanta, fu con Raniero Panzieri tra i fondatori della rivista Quaderni Rossi, da cui si separò nel 1963 per fondare la rivista Classe operaia, della quale fu il direttore. Questo percorso lo portò ad allontanarsi dal PCI, pur senza mai uscirne formalmente, e ad animare l'esperienza radicale dell'operaismo. Tale esperienza, che va considerata per molti versi la matrice della nuova sinistra degli anni sessanta, si caratterizzava per il fatto di mettere in discussione le tradizionali organizzazioni del movimento operaio (partito e sindacato) e di collegarsi direttamente, senza intermediazioni, alla classe in sé e alle lotte di fabbrica.
Influenzato filosoficamente dal suo maestro Della Volpe, che lo aveva portato ad allontanarsi dal pensiero di Antonio Gramsci, o almeno dalla sua versione ufficiale promossa dal PCI togliattiano, Tronti si dedicò come studioso alla formulazione di un pensiero politico che, fondendo la teoria con la prassi, rinnovasse il marxismo tradizionale e contribuisse a riaprire la strada rivoluzionaria in Occidente. Di fronte all'irruzione dell'operaio-massa sulla scena delle società occidentali, l'operaismo di Tronti seppe proporre un'analisi moderna delle relazioni di classe e soprattutto mettere l'accento sul fattore soggettivo, rivendicando la centralità politica della classe. Le sue idee, debitrici anche della visione di Ernst Jünger (v. "L'operaio", 1932), trovarono una sistemazione nel 1966, con la pubblicazione di Operai e capitale, un libro di forte impatto letterario (è stato inserito tra le 2250 opere del Dizionario delle opere della Letteratura Italiana Einaudi), che eserciterà un'influenza notevole sulla contestazione giovanile e più in generale sull'ondata di mobilitazione che ebbe inizio negli anni immediatamente successivi.
Fu proprio la sconfitta della spontaneità operaia e dell'ondata di mobilitazione, colta anticipatamente da Tronti e non invece da altri operaisti come Toni Negri (di qui la rottura tra loro, avvenuta nel 1967-1968), a indurlo a spostare la sua riflessione sul "problema del politico", ovvero della direzione e della mediazione politica. Ebbe inizio da qui la teorizzazione trontiana dell'"autonomia del politico", cioè la ricerca di una teoria politica realista che, in un'originale commistione di Karl Marx e Carl Schmitt, fosse capace di colmare i limiti della soggettività sociale. Si trattò di una fase più intellettuale che politica dell'esperienza di Tronti, il quale si dedicò prevalentemente all'insegnamento (Filosofia morale e poi Filosofia politica) presso l'ateneo senese e all'attività pubblicistica, fondando tra l'altro nel 1981 l'influente rivista Laboratorio politico. Riavvicinatosi al PCI di Enrico Berlinguer, in questo periodo Tronti fu finalmente riabilitato dal gruppo dirigente del partito, entrando a far parte più volte del Comitato centrale.
Dopo essere stato candidato senza successo dal PCI alle elezioni del 1987 alla Camera nella circoscrizione Roma-Viterbo-Latina Frosinone, alle elezioni del 1992 fu eletto al Senato della Repubblica (XI legislatura) nelle liste del Partito Democratico della Sinistra nella circoscrizione Lazio con 80.835 preferenze; fu membro della Commissione parlamentare per le riforme istituzionali dal 1992 al 1994. Negli anni successivi, non avendo condiviso le trasformazioni post-comuniste del partito, e dopo aver lasciato la docenza universitaria, la sua riflessione filosofica assunse toni pessimistici, concentrandosi sulla fine della politica moderna e sulla critica della democrazia. 
Dal 2004 al 2015 fu presidente della Fondazione CRS (Centro per la Riforma dello Stato) - Archivio Pietro Ingrao. 
Alle elezioni del 2013 fu di nuovo eletto al Senato (XVII legislatura) nelle liste del Partito Democratico nella circoscrizione Lombardia.
Il 14 gennaio 2016 fu tra i 31 parlamentari del PD, soprattutto di area cattolica, a firmare un emendamento contro l'articolo 5 del disegno di legge Cirinnà riguardante l'adozione del figlio del partner.
Non fu ricandidato alle elezioni politiche del 2018.
È morto a Ferentillo il 7 agosto 2023, all’età di 92 anni.
Il 29 ottobre 2024 viene organizzato dal gruppo dei Senatori del Partito Democratico, a Palazzo Giustiniani a Roma, il convegno Pensatore e politico: Mario Tronti, Senatore della Repubblica con la partecipazione tra i relatori, fra gli altri, di Anna Finocchiaro e Mauro Calise.

## Curiosità
- Mario Tronti era parente di Renato Zero, essendo figlio di Nicola Tronti, la cui sorella Renata era nonna del cantautore[7].

## Opere

### Volumi
- Operai e capitale, Einaudi, Torino, 1966; seconda edizione accresciuta 1971; ristampa DeriveApprodi, Roma, 2006
- Hegel politico, Istituto dell'Enciclopedia italiana, Roma, 1975
- Sull'autonomia del politico, Feltrinelli, Milano, 1977
- Soggetti, crisi, potere (a cura di A. Piazzi e A. De Martinis), Cappelli, Bologna, 1980
- Il tempo della politica, Editori Riuniti, Roma, 1980
- Con le spalle al futuro. Per un altro dizionario politico, Editori Riuniti, Roma, 1992
- Berlinguer. Il Principe disarmato, Edizioni Sisifo, Roma, 1994
- La politica al tramonto, Einaudi, Torino, 1998
- Cenni di Castella, Edizioni Cadmo, Fiesole (FI), 2001
- Teologia e politica al crocevia della storia (con Massimo Cacciari), AlboVersorio, Milano, 2007 [ristampa 2015]
- Passaggio Obama. L'America, l'Europa, la Sinistra, Ediesse, 2008
- La democrazia dei cittadini. Dai cittadini per l'Ulivo al Partito Democratico, Ediesse, 2009
- Non si può accettare, Ediesse, 2009
- Noi operaisti, DeriveApprodi, 2009
- Dall'estremo possibile, Ediesse, 2011
- Per la critica del presente, Ediesse, 2013
- Dello spirito libero. Frammenti di vita e di pensiero, Il Saggiatore, 2015
- Il nano e il manichino. La teologia come lingua della politica, Castelvecchi, 2015
- Il demone della politica. Antologia di scritti (1958-2015), Il Mulino, 2018
- La saggezza della lotta, DeriveApprodi, 2021
- Il proprio tempo appreso col pensiero. Scritto politico postumo, Il Saggiatore, 2024

### Contributi e curatele
- Tra materialismo dialettico e filosofia della prassi. Gramsci e Labriola, in A. Caracciolo e G. Scalia (a cura di), La città futura. Saggi sulla figura e il pensiero di Antonio Gramsci, Feltrinelli, Milano, 1959
- Scritti inediti di economia politica di Marx, Editori Riuniti, 1963 (a cura di)
- Hobbes e Cromwell in Stato e rivoluzione in Inghilterra, Il Saggiatore, Milano, 1977
- Operaismo e centralità operaia, Editori Riuniti, Roma, 1978 (con G. Napolitano, A. Accornero e M. Cacciari)
- Il politico. Antologia di testi del pensiero politico. 1: Da Machiavelli a Cromwell, Feltrinelli, Milano, 1979 (a cura di)
- Il politico. Antologia di testi del pensiero politico. 2: Da Hobbes a Smith, Feltrinelli, Milano, 1981 (a cura di)
- Il destino dei partiti, Ediesse, 1997, (con Giuseppe Cotturri, F. Izzo)
- Rileggendo "La libertà comunista", in G. Liguori (a cura di), Galvano Della Volpe. Un altro marxismo, Edizioni Fahrenheit 451, Roma, 2000
- Classe operaia. Le identità: storia e prospettiva, Angeli, Milano, 2001; (a cura di Tronti e Favilli)
- Per la critica della democrazia politica, in M. Tari (a cura di), Guerra e democrazia, ManifestoLibri, Roma, 2005
- Politica e destino, Sossella editore, Roma, 2006 (con contributi di AA.VV. sul pensiero di Tronti)
- Finis Europae. Una catastrofe teologico-politica, Bibliopolis, Napoli 2008